# Johan Wilhelm Thunander
Johan Wilhelm Thunander, ursprungligen Jonasson, född 4 november 1844 i Kohult i Svenarums församling i Jönköpings län, död 17 maj 1927 i samma församling, var en svensk industriman. Han var grundare av Hagafors Stolfabrik som hade verksamhet i över 100 år.
Thunander var son till hemmansägaren Jonas Svensson i Skoreskog, Vrigstads socken, Småland, och hans hustru Gustava Thunander, samt bror till kontraktsprosten Karl Thunander och farbror till skolmannen Gunnar Thunander. De tillhörde på mödernet släkten Thunander från Västergötland. Han grundade Hagafors Stolfabrik i Småland 1863 som var bland de första i sitt slag med stora leveranser till svenska statliga förvaltningar men även exporterade bland annat till Storbritannien. Han var också nämndeman och kommunalman.
Han gifte sig 1868 med Emma Elisabet Andersdotter (1849–1928). Bland de många barnen kan nämnas Hans Thunander (1888–1954) som blev disponent vid stolfabriken och far till författaren Rudolf Thunander och musikdirektören Karl Axel Thunander samt Martha Åstrand (1890–1932) som blev mor till fysiologen Per-Olof Åstrand och musikskribenten Hans Åstrand.
Johan Wilhelm Thunander är begravd på Svenarums kyrkogård.